# Костри-Носкі
Костри-Носкі (пол. Kostry-Noski) — село в Польщі, у гміні Нові Пекути Високомазовецького повіту Підляського воєводства.
Населення — 144 особи (2011).
У 1975-1998 роках село належало до Ломжинського воєводства.

## Демографія
Демографічна структура станом на 31 березня 2011 року:
|          | Загалом | Допрацездатний вік | Працездатний вік | Постпрацездатний вік |
| -------- | ------- | ------------------ | ---------------- | -------------------- |
| Чоловіки | 75      | 16                 | 42               | 17                   |
| Жінки    | 69      | 17                 | 34               | 18                   |
| Разом    | 144     | 33                 | 76               | 35                   |